# Bandiera di Harqin
La bandiera di Harqin (喀喇沁旗S, Kèlǎqìn QíP) è una bandiera della Cina, appartenente alla regione autonoma della Mongolia Interna e amministrata dalla prefettura di Chifeng.